# 오호츠크해 기단
오호츠크해 기단은 해양성 한대 기단의 일종으로, 오호츠크해 방면의 차가운 해상에서 발생한다. 오호츠크해 기단은 고기압의 형태로 나타나기 때문에 오호츠크해 고기압 또는 오호츠크 고기압이라고도 한다. 하층은 저온 다습하지만 상공은 비교적 따뜻하다. 장마나 가을비가 내리는 시기에 한반도 동쪽에는 주로 이 기단이 자리잡는다. 장마가 생기는 이유는 북태평양 기단과 부딪치기 때문이다.

## 같이 보기
- 북태평양 기단
- 시베리아 기단
- 양쯔강 기단
- 적도 기단